# Remigia santiagonis
Remigia santiagonis är en fjärilsart som beskrevs av Embrik Strand 1917. Remigia santiagonis ingår i släktet Remigia och familjen nattflyn. Inga underarter finns listade.